# Hockey Series Feminino de 2018-19
O Hockey Series Feminino de 2018-19 foi a primeira edição desta competição de hóquei sobre a grama. Sua disputa se estenderá desde junho de 2018 até junho de 2019.
Esta competição, dividida em duas fases com vários eventos, destinou seis vagas para os qualificatórios aos Jogos Olímpicos de 2020, a serem celebrados em Tóquio, capital do Japão.

## Formato
O Hockey Series foi destinado para as seleções que não estão presentes na Liga Profissional de Hóquei (em inglês: Hockey Pro League - HPL).
A presente competição foi dividida em duas fases, nomeadas como Open (com oito eventos) e Finals (com três eventos). Da etapa inaugural, quinze seleções se classificaram para as disputas finais, que contaram com um total de vinte e quatro participantes, outorgando as seis vagas para o qualificatório visando a participação em Tóquio-2020.

## Hockey Series Open
Os eventos da primeira fase desta competição seguem-se abaixo.
| Datas                            | Local              | Equipes                                                               | Hockey Series Finals Vagas | Hockey Series Finals Qualificada(s)   | Referências                               |
| -------------------------------- | ------------------ | --------------------------------------------------------------------- | -------------------------- | ------------------------------------- | ----------------------------------------- |
| 5 a 10 de junho de 2018          | Salamanca, México  | Canadá · Guatemala · México · Panamá · Porto Rico                     | 2                          | Canadá México                         | [ 5 ]                                     |
| 23 de junho a 1 de julho de 2018 | Singapura          | Cazaquistão · Hong Kong · Indonésia · Malásia · Singapura · Tailândia | 2                          | Malásia Tailândia                     | [ 6 ] [ 7 ]                               |
| 6 a 8 de julho de 2018           | Wattignies, França | Áustria · Bielorrússia · França · Rússia                              | 3                          | Bielorrússia França Rússia            | [ 8 ]                                     |
| 13 a 18 de agosto de 2018        | Port Vila, Vanuatu | Fiji · Ilhas Salomão · Tonga · Vanuatu                                | 1                          | Fiji                                  | [ 1 ] [ 9 ] [ 10 ]                        |
| 21 a 26 de agosto de 2018        | Vilnius, Lituânia  | Lituânia · País de Gales · Chéquia · Turquia · Ucrânia                | 3                          | País de Gales República Checa Ucrânia | [ 11 ] [ 12 ] [ 13 ] [ 14 ]               |
| 18 a 23 de setembro de 2018      | Santiago, Chile    | Bolívia · Brasil · Chile · Paraguai · Peru · Uruguai                  | 2                          | Chile Uruguai                         | [ 15 ] [ 16 ] [ 17 ] [ 18 ] [ 19 ] [ 20 ] |
| 7 a 9 de dezembro de 2018        | Bulawayo, Zimbabwe | Namíbia · Zâmbia · Zimbabwe                                           | 1                          | Namíbia                               | [ 21 ] [ 22 ] [ 23 ] [ 24 ]               |
|                                  |                    |                                                                       | 1                          | Singapura                             | [ 25 ]                                    |

## Hockey Series Finals
As equipes qualificadas para a fase final da competição encontram-se abaixo, bem como os três eventos da mesma.

### Equipes qualificadas
| Método          | Seleções        | Seleções      | Seleções      |
| --------------- | --------------- | ------------- | ------------- |
| via Ranking FIH | Coreia do Sul   | Espanha       | Japão         |
| via Ranking FIH | Índia           | África do Sul | Itália        |
| via Ranking FIH | Irlanda         | Escócia       | Polônia       |
| via Series Open | Canadá          | México        | Malásia       |
| via Series Open | Tailândia       | Bielorrússia  | França        |
| via Series Open | Rússia          | Fiji          | País de Gales |
| via Series Open | República Checa | Ucrânia       | Chile         |
| via Series Open | Uruguai         | Namíbia       | Singapura     |

### Composição dos grupos e sedes
| Datas                    | Local              | Equipes qualificadas          | Equipes qualificadas                                | Qualificação Olímpica Vagas por evento | Qualificação Olímpica Classificadas por evento | Referências                        |
| Datas                    | Local              | Ranking FIH                   | Hockey Series Open                                  | Qualificação Olímpica Vagas por evento | Qualificação Olímpica Classificadas por evento | Referências                        |
| ------------------------ | ------------------ | ----------------------------- | --------------------------------------------------- | -------------------------------------- | ---------------------------------------------- | ---------------------------------- |
| 8 a 16 de junho de 2019  | Banbridge, Irlanda | Coreia do Sul Escócia Irlanda | França Malásia República Checa Singapura Ucrânia    | 2                                      | Coreia do Sul Irlanda                          | [ 25 ] [ 28 ] [ 29 ] [ 30 ]        |
| 15 a 23 de junho de 2019 | Hiroshima, Japão   | Índia Japão Polônia           | Chile Fiji México Rússia Uruguai                    | 2                                      | Índia                                          | [ 26 ] [ 28 ] [ 32 ] [ 31 ]        |
| 19 a 27 de junho de 2019 | Valência, Espanha  | África do Sul Espanha Itália  | Bielorrússia Canadá Namíbia País de Gales Tailândia | 2                                      | Canadá Espanha                                 | [ 28 ] [ 33 ] [ 34 ] [ 35 ] [ 36 ] |

Considerações gerais:
- Escócia e País de Gales: não podem avançar ao qualificatório olímpico, uma vez que a Inglaterra é o país nominado para a representação olímpica do Reino Unido.
- Japão: não pode avançar ao qualificatório olímpico, uma vez que é o atual campeão da modalidade nos Jogos Asiáticos, além de ser o país sede dos Jogos Olímpicos de 2020.